# سبايك ميليغان
كان تيرينس آلان باتريك شون «سبايك» ميليغان الحاصل على لقب الفارس القائد (16 من أبريل 1918م-27 من فبراير 2002م) كوميديانًا، وكاتبًا، وموسيقارًا، وشاعرًا، وكاتبًا مسرحيًا، وجنديًا وممثلاً من أسرة إنجليزية وأيرلندية. قضى باكورة حياته في الهند، حيث ولد، ولكنه قضى معظم حياته العملية في المملكة المتحدة. وأصبح ميليغان مواطنًا أيرلنديًا في عام 1962م بعد إعلان الحكومة البريطانية بأنه عديم الجنسية (stateless). وكان شريكًا منشئًا، والكاتب الأساسي، والعضو المتحدث الرئيس لبرنامج الأبله (The Goon Show)، حيث كان يقوم بمجموعة من الأدوار شملت شخصية إكليس (Eccles) ذائعة الصيت.
كما قام ميليغان بكتابة العديد من الكتب وتحريرها، بما في ذلك رواية بوكون (Puckoon) الهزلية وسيرته الذاتية خلال خدمته أثناء الحرب العالمية الثانية والتي تتألف من سبعة مجلدات، بدايةً من أدولف هتلر: الجزء الخاص بي في سقوطه (Adolf Hitler: My Part in His Downfall). وهو معروفٌ أيضًا بكونه كاتبًا مشهورًا للكوميديا الشعرية؛ كتب كثيرًا من شعره للأطفال، بما في ذلك بيت سخيف للأطفال (Silly Verse for Kids) (1959). وبعد نجاحه مع البرنامج البريطاني الإذاعي الرائد، برنامج الأبله (The Goon Show)، حول ميليغان هذا النجاح إلى التلفزيون من خلال مسلسل كيو فايف، وهو عبارة عن برنامج اسكتش متسلسل كان له تأثير بالغ على أعضاء سيرك مونتي بايثون الطائر (Monty Python's Flying Circus).

## أعمال السيرة الذاتية
- Barnes, Peter (أغسطس 2002). "'An Uncooked Army Boot': Spike Milligan 1918-2002". New Theatre Quarterly. ج. 18 ع. Part 3. Intq 71: 205–210. ISBN:978-0-521-52404-9. مؤرشف من الأصل في 2019-12-07. اطلع عليه بتاريخ 2010-08-23.
- Carpenter, Humphrey. Spike Milligan: The Biography. London, Hodder and Stoughton. 2003. ISBN 978-0-340-82611-9
- Farnes, Norma. Spike: An Intimate Memoir. London, Harper Perennial. 2004. ISBN 1-84115-787-2 [Original, 2003] (Written by his "manager, mentor and troubleshooter for thirty or more years" - Eric Sykes, in Foreword)
- Farnes، Norma (2004). The Compulsive Spike Milligan. London: Fourth Estate. {{استشهاد بكتاب}}: تجاهل المحلل الوسيط |الرقم المعياري= لأنه غير معروف، ويقترح استخدام |ردمك= (مساعدة)
- Games، Alexander (2003). The Essential Spike Milligan. London: Fourth Estate. {{استشهاد بكتاب}}: تجاهل المحلل الوسيط |الرقم المعياري= لأنه غير معروف، ويقترح استخدام |ردمك= (مساعدة)
- McCann، Graham (2006). Spike & Co. London: Hodder & Stoughton. {{استشهاد بكتاب}}: تجاهل المحلل الوسيط |الرقم المعياري= لأنه غير معروف، ويقترح استخدام |ردمك= (مساعدة)
- Scudamore, Pauline. Spike. London, Sutton Publishing. 2003. ISBN 978-0-7509-3254-7 This is a paperback publication of the hardcover biography, originally published as: Scudamore، Pauline (1985). Spike Milligan: A Biography. London: Granada. {{استشهاد بكتاب}}: تجاهل المحلل الوسيط |الرقم المعياري= لأنه غير معروف، ويقترح استخدام |ردمك= (مساعدة)
- Ventham، Maxine (2002). Spike Milligan: His Part In Our Lives. London: Robson. مؤرشف من الأصل في 2019-12-07. اطلع عليه بتاريخ 2010-08-23. {{استشهاد بكتاب}}: تجاهل المحلل الوسيط |الرقم المعياري= لأنه غير معروف، ويقترح استخدام |ردمك= (مساعدة)

## وصلات خارجية
- "Spike Milligan's people" نسخة محفوظة 22 أكتوبر 2009 على موقع واي باك مشين.; Times Literary Supplement article
- Listing of Milligan's works and performances نسخة محفوظة 22 ديسمبر 2009 على موقع واي باك مشين.
- Milligan's TV Q series
- Previously unheard audio of one of Milligan's last one-man shows Extrageographic Magazine.
- 'I Told you I was Ill: The Life and Legacy of Spike Milligan' documentary website نسخة محفوظة 1 مايو 2011 على موقع واي باك مشين.
- سبايك ميليغان على موقع IMDb (الإنجليزية)
- سبايك ميليغان على موقع الموسوعة البريطانية (الإنجليزية)
- سبايك ميليغان على موقع روتن توميتوز (الإنجليزية)
- سبايك ميليغان على موقع ألو سيني (الفرنسية)
- سبايك ميليغان على موقع ميوزك برينز (الإنجليزية)
- سبايك ميليغان على موقع تيرنر كلاسيك موفيز (الإنجليزية)
- سبايك ميليغان على موقع أول موفي (الإنجليزية)
- سبايك ميليغان على موقع قاعدة بيانات الأفلام السويدية (السويدية)
- سبايك ميليغان على موقع إن إن دي بي (الإنجليزية)
- سبايك ميليغان على موقع أول ميوزيك (الإنجليزية)
- The Guardian newspaper obituary
- BBC poll article
- Listing of Milligan's works
- Kettering Magazine - Fanzine with detailed article on Milligan and the film The Great McGonagall
- Puckoon website